# اندیس آنومالی لاشک
آنومالی لاشک یک اندیس فلزی است که در حوالی شهر بلده استان مازندران قرار دارد و مادهٔ معدنی موجود در آن، طلا است.سنگ میزبان این اندیس سنگ‌آهک، مارن، شیل، ماسه‌سنگ است  در این اندیس، پاراژنز‌های آپاتیت، باریت، کرومیت، گالن، گارنت، هماتیت، ایلمنیت یافت می‌شوند.